# Montecristo de Guerrero
Montecristo de Guerrero är en kommun i Mexiko.   Den ligger i delstaten Chiapas, i den sydöstra delen av landet, 800 km sydost om huvudstaden Mexico City.
Följande samhällen finns i Montecristo de Guerrero:
- Puerto Rico
- Emiliano Zapata
- El Palenque
- Nuevo Milenio Toluca
- Vista Alegre
- Llano Grande
- Río Negro
- La Lucha